# Hopman Cup 1997
La Hopman Cup 1997 est la 9e édition du tournoi. Huit équipes mixtes participent à la compétition finale. La compétition se dispute selon les modalités dites du « round robin » : séparées en deux poules de quatre équipes, les deux premières de chacune sont conviées à se disputer le titre en finale. Chaque confrontation entre deux pays consiste en trois phases : un simple dames, un simple messieurs et un double mixte décisif.
Le tournoi, qui commence le 29 décembre au Burswood Entertainment Complex, se déroule à Perth, en Australie.

## Faits marquants
- La paire américaine composée de Chanda Rubin et de Justin Gimelstob gagne le titre face aux Africains du Sud Amanda Coetzer et Wayne Ferreira.
- Il s'agit du 1er titre pour les États-Unis après 2 finales perdues en 1990 et 1991.

## Parcours
| No | Équipe                        | Résultat       | Ultimes adversaires           |
| -- | ----------------------------- | -------------- | ----------------------------- |
| 1  | Iva Majoli Goran Ivanišević   | 2e du groupe A | 2 victoires 1 défaite         |
| 2  | Martina Hingis Marc Rosset    | 2e du groupe B | 2 victoires 1 défaite         |
| 3  | Amanda Coetzer Wayne Ferreira | Finale         | Chanda Rubin Justin Gimelstob |
| 4  | Mary Pierce Guy Forget        | 4e du groupe A | 0 victoire 3 défaites         |

| No | Équipe                            | Résultat       | Ultimes adversaires               |
| -- | --------------------------------- | -------------- | --------------------------------- |
| 1  | Chanda Rubin Justin Gimelstob     | Victoire       | Amanda Coetzer Wayne Ferreira (3) |
| 2  | Nicole Bradtke Mark Philippoussis | 3e du groupe A | 1 victoire 2 défaites             |
| 3  | Irina Spîrlea Adrian Voinea       | 3e du groupe B | 1 victoire 2 défaites             |
| 4  | Petra Begerow Bernd Karbacher     | 4e du groupe B | 0 victoire 3 défaites             |

## Matchs de poule
L'équipe en tête de chaque poule se voit qualifiée pour la finale.

### Groupe A

#### Classements
| #   | Équipe victorieuse | Adversaire | Score |
| 1er | Croatie            | Australie  | 2 - 1 |
| 2e  | États-Unis         | France     | 2 - 1 |
| 3e  | Australie          | France     | 2 - 1 |
| 4e  | États-Unis         | Croatie    | 2 - 1 |
| 5e  | États-Unis         | Australie  | 2 - 1 |
| 6e  | Croatie            | France     | 3 - 0 |

| #   | Pays       | Points | Matchs | Sets    |
| --- | ---------- | ------ | ------ | ------- |
| 1re | États-Unis | 3 - 0  | 6 - 3  | 13 - 10 |
| 2e  | Croatie    | 2 - 1  | 6 - 3  | 6 - 7   |
| 3e  | Australie  | 1 - 2  | 4 - 5  | 9 - 11  |
| 4e  | France     | 0 - 3  | 2 - 7  | 5 - 11  |

#### Matchs détaillés
|  | Équipe 1 | Score | Équipe 2  |  |
|  | Croatie  | 2 – 1 | Australie |  |

| Ordre des matchs | Joueurs                             | Points au premier set | Points au second set | Points au troisième set |
| ---------------- | ----------------------------------- | --------------------- | -------------------- | ----------------------- |
| 1                | Iva Majoli                          | 6                     | 6                    |                         |
| 1                | Nicole Bradtke                      | 4                     | 3                    |                         |
|                  |                                     |                       |                      |                         |
| 2                | Goran Ivanišević                    | 2                     | 3                    |                         |
| 2                | Mark Philippoussis                  | 6                     | 6                    |                         |
|                  |                                     |                       |                      |                         |
| 3 (sans enjeu)   | Iva Majoli - Goran Ivanišević       | 7                     | 7                    |                         |
| 3 (sans enjeu)   | Nicole Bradtke - Mark Philippoussis | 5                     | 5                    |                         |

|  | Équipe 1   | Score | Équipe 2 |  |
|  | États-Unis | 2 – 1 | France   |  |

| Ordre des matchs | Joueurs                         | Points au premier set | Points au second set | Points au troisième set |
| ---------------- | ------------------------------- | --------------------- | -------------------- | ----------------------- |
| 1                | Chanda Rubin                    | 6                     | 6                    |                         |
| 1                | Mary Pierce                     | 4                     | 1                    |                         |
|                  |                                 |                       |                      |                         |
| 2                | Justin Gimelstob                | 6                     | 3                    | 3                       |
| 2                | Guy Forget                      | 2                     | 6                    | 6                       |
|                  |                                 |                       |                      |                         |
| 3 (sans enjeu)   | Chanda Rubin - Justin Gimelstob | 3                     | 6                    | 6                       |
| 3 (sans enjeu)   | Mary Pierce - Guy Forget        | 6                     | 3                    | 2                       |

|  | Équipe 1  | Score | Équipe 2 |  |
|  | Australie | 2 – 1 | France   |  |

| Ordre des matchs | Joueurs                             | Points au premier set | Points au second set | Points au troisième set |
| ---------------- | ----------------------------------- | --------------------- | -------------------- | ----------------------- |
| 1                | Nicole Bradtke                      | 6                     | 1                    |                         |
| 1                | Mary Pierce                         | 7                     | 6                    |                         |
|                  |                                     |                       |                      |                         |
| 2                | Mark Philippoussis                  | 7                     | 6                    |                         |
| 2                | Guy Forget                          | 61                    | 2                    |                         |
|                  |                                     |                       |                      |                         |
| 3 (sans enjeu)   | Nicole Bradtke - Mark Philippoussis | 7                     | 7                    |                         |
| 3 (sans enjeu)   | Mary Pierce - Guy Forget            | 68                    | 65                   |                         |

|  | Équipe 1 | Score | Équipe 2   |  |
|  | Croatie  | 1 – 2 | États-Unis |  |

| Ordre des matchs | Joueurs                         | Points au premier set | Points au second set | Points au troisième set |
| ---------------- | ------------------------------- | --------------------- | -------------------- | ----------------------- |
| 1                | Iva Majoli                      | 3                     | 6                    | 64                      |
| 1                | Chanda Rubin                    | 6                     | 3                    | 7                       |
|                  |                                 |                       |                      |                         |
| 2                | Goran Ivanišević                | 7                     | 4                    | 7                       |
| 2                | Justin Gimelstob                | 65                    | 6                    | 5                       |
|                  |                                 |                       |                      |                         |
| 3 (sans enjeu)   | Iva Majoli - Goran Ivanišević   | 6                     | 3                    | 68                      |
| 3 (sans enjeu)   | Chanda Rubin - Justin Gimelstob | 3                     | 6                    | 7                       |

|  | Équipe 1  | Score | Équipe 2   |  |
|  | Australie | 1 – 2 | États-Unis |  |

| Ordre des matchs | Joueurs                             | Points au premier set | Points au second set | Points au troisième set |
| ---------------- | ----------------------------------- | --------------------- | -------------------- | ----------------------- |
| 1                | Nicole Bradtke                      | 5                     | 0                    |                         |
| 1                | Chanda Rubin                        | 7                     | 6                    |                         |
|                  |                                     |                       |                      |                         |
| 2                | Mark Philippoussis                  | 65                    | 6                    | 65                      |
| 2                | Justin Gimelstob                    | 7                     | 4                    | 7                       |
|                  |                                     |                       |                      |                         |
| 3 (sans enjeu)   | Nicole Bradtke - Mark Philippoussis | 6                     | 7                    |                         |
| 3 (sans enjeu)   | Chanda Rubin - Justin Gimelstob     | 3                     | 5                    |                         |

|  | Équipe 1 | Score | Équipe 2 |  |
|  | Croatie  | 3 – 0 | France   |  |

| Ordre des matchs | Joueurs                       | Points au premier set | Points au second set | Points au troisième set |
| ---------------- | ----------------------------- | --------------------- | -------------------- | ----------------------- |
| 1                | Iva Majoli                    | 6                     | 6                    |                         |
| 1                | Mary Pierce                   | 3                     | 4                    |                         |
|                  |                               |                       |                      |                         |
| 2                | Goran Ivanišević              |                       |                      |                         |
| 2                | Guy Forget                    | Forfait               |                      |                         |
|                  |                               |                       |                      |                         |
| 3                | Iva Majoli - Goran Ivanišević |                       |                      |                         |
| 3                | Mary Pierce - Guy Forget      | Forfait               |                      |                         |

### Groupe B

#### Classements
| #   | Équipe victorieuse | Adversaire | Score |
| 1er | Suisse             | Roumanie   | 2 - 1 |
| 2e  | Afrique du Sud     | Allemagne  | 3 - 0 |
| 3e  | Afrique du Sud     | Suisse     | 2 - 1 |
| 4e  | Roumanie           | Allemagne  | 3 - 0 |
| 5e  | Afrique du Sud     | Roumanie   | 2 - 1 |
| 6e  | Suisse             | Allemagne  | 3 - 0 |

| #   | Pays           | Points | Matchs | Sets    |
| --- | -------------- | ------ | ------ | ------- |
| 1re | Afrique du Sud | 3 - 0  | 7 - 2  | 13 - 10 |
| 2e  | Suisse         | 2 - 1  | 6 - 3  | 6 - 7   |
| 3e  | Roumanie       | 1 - 2  | 5 - 4  | 9 - 9   |
| 4e  | Allemagne      | 0 - 3  | 0 - 9  | 1 - 18  |

#### Matchs détaillés
|  | Équipe 1 | Score | Équipe 2 |  |
|  | Roumanie | 1 – 2 | Suisse   |  |

| Ordre des matchs | Joueurs                       | Points au premier set | Points au second set | Points au troisième set |
| ---------------- | ----------------------------- | --------------------- | -------------------- | ----------------------- |
| 1                | Irina Spîrlea                 | 5                     | 2                    |                         |
| 1                | Martina Hingis                | 7                     | 6                    |                         |
|                  |                               |                       |                      |                         |
| 2                | Adrian Voinea                 |                       |                      |                         |
| 2                | Marc Rosset                   | Forfait               |                      |                         |
|                  |                               |                       |                      |                         |
| 3 (sans enjeu)   | Irina Spîrlea - Adrian Voinea | 6                     | 5                    | 3                       |
| 3 (sans enjeu)   | Martina Hingis - Marc Rosset  | 3                     | 7                    | 6                       |

|  | Équipe 1  | Score | Équipe 2       |  |
|  | Allemagne | 0 – 3 | Afrique du sud |  |

| Ordre des matchs | Joueurs                         | Points au premier set | Points au second set | Points au troisième set |
| ---------------- | ------------------------------- | --------------------- | -------------------- | ----------------------- |
| 1                | Petra Begerow                   | 0                     | 5                    |                         |
| 1                | Amanda Coetzer                  | 6                     | 7                    |                         |
|                  |                                 |                       |                      |                         |
| 2                | Bernd Karbacher                 | 4                     | 4                    |                         |
| 2                | Wayne Ferreira                  | 6                     | 6                    |                         |
|                  |                                 |                       |                      |                         |
| 3 (sans enjeu)   | Petra Begerow - Bernd Karbacher | 3                     | 4                    |                         |
| 3 (sans enjeu)   | Amanda Coetzer - Wayne Ferreira | 6                     | 6                    |                         |

|  | Équipe 1       | Score | Équipe 2 |  |
|  | Afrique du sud | 2 – 1 | Suisse   |  |

| Ordre des matchs | Joueurs                         | Points au premier set | Points au second set | Points au troisième set |
| ---------------- | ------------------------------- | --------------------- | -------------------- | ----------------------- |
| 1                | Amanda Coetzer                  | 1                     | 2                    |                         |
| 1                | Martina Hingis                  | 6                     | 6                    |                         |
|                  |                                 |                       |                      |                         |
| 2                | Wayne Ferreira                  | 6                     | 2                    |                         |
| 2                | Marc Rosset                     | 0                     | 0ab                  |                         |
|                  |                                 |                       |                      |                         |
| 3 (sans enjeu)   | Amanda Coetzer - Wayne Ferreira |                       |                      |                         |
| 3 (sans enjeu)   | Martina Hingis - Marc Rosset    | Forfait               |                      |                         |

|  | Équipe 1  | Score | Équipe 2 |  |
|  | Allemagne | 0 – 3 | Roumanie |  |

| Ordre des matchs | Joueurs                         | Points au premier set | Points au second set | Points au troisième set |
| ---------------- | ------------------------------- | --------------------- | -------------------- | ----------------------- |
| 1                | Petra Begerow                   | 1                     | 3                    |                         |
| 1                | Irina Spîrlea                   | 6                     | 6                    |                         |
|                  |                                 |                       |                      |                         |
| 2                | Bernd Karbacher                 | 6                     | 65                   | 2                       |
| 2                | Adrian Voinea                   | 2                     | 7                    | 6                       |
|                  |                                 |                       |                      |                         |
| 3 (sans enjeu)   | Petra Begerow - Bernd Karbacher | 1                     | 1                    |                         |
| 3 (sans enjeu)   | Irina Spîrlea - Adrian Voinea   | 6                     | 6                    |                         |

|  | Équipe 1 | Score | Équipe 2       |  |
|  | Roumanie | 1 – 2 | Afrique du sud |  |

| Ordre des matchs | Joueurs                         | Points au premier set | Points au second set | Points au troisième set |
| ---------------- | ------------------------------- | --------------------- | -------------------- | ----------------------- |
| 1                | Irina Spîrlea                   | 5                     | 6                    | 6                       |
| 1                | Amanda Coetzer                  | 7                     | 4                    | 1                       |
|                  |                                 |                       |                      |                         |
| 2                | Adrian Voinea                   | 69                    | 65                   |                         |
| 2                | Wayne Ferreira                  | 7                     | 7                    |                         |
|                  |                                 |                       |                      |                         |
| 3 (sans enjeu)   | Irina Spîrlea - Adrian Voinea   | 6                     | 1                    | 4                       |
| 3 (sans enjeu)   | Amanda Coetzer - Wayne Ferreira | 4                     | 6                    | 6                       |

|  | Équipe 1  | Score | Équipe 2 |  |
|  | Allemagne | 0 – 3 | Suisse   |  |

| Ordre des matchs | Joueurs                         | Points au premier set | Points au second set | Points au troisième set |
| ---------------- | ------------------------------- | --------------------- | -------------------- | ----------------------- |
| 1                | Petra Begerow                   | 1                     | 1                    |                         |
| 1                | Martina Hingis                  | 6                     | 6                    |                         |
|                  |                                 |                       |                      |                         |
| 2                | Bernd Karbacher                 | 64                    | 65                   |                         |
| 2                | Marc Rosset                     | 7                     | 7                    |                         |
|                  |                                 |                       |                      |                         |
| 3 (sans enjeu)   | Petra Begerow - Bernd Karbacher | 5                     | 1                    |                         |
| 3 (sans enjeu)   | Martina Hingis - Marc Rosset    | 7                     | 7                    |                         |

## Finale
La finale de la Hopman Cup 1997 se joue entre les États-Unis et l'Afrique du Sud.
|  | Équipe 1   | Score | Équipe 2       |  |
|  | États-Unis | 2 – 1 | Afrique du Sud |  |